# Panzer 38(t)
Panzerkampfwagen 38 (t),  Pz.Kpfw.38 (t) — чеський (LT vz.38) легкий танк часів Другої світової війни.

## Історія
Почав вироблятися в 1938 році. Експортувався в різні країни: Швеція, Іран, Швейцарія, Перу, Латвія.
Було випущено приблизно 1400 танків 8 варіантів (Ausf A / B / C / D / E / F / S / G) в різних модифікаціях. Вважається найкращим танком чеського виробництва.

## Бойове застосування
Чеські танки в складі німецьких танкових підрозділів брали участь у польській та французькій кампаніях. На 1 червня 1941 р. у наявності налічувалося 763 Panzer 38(t). Разом з 189 трофейними LT-35 вони становили майже чверть танкового парку вермахту.
На 22 червня 1941 в танкових дивізіях вермахту, спрямованих на Радянський Союз, налічувалося близько 600 одиниць Panzer 38(t), що становило приблизно 18 % від загального числа танків, що брали участь в нападі на СРСР.
У боях на радянсько-німецькому фронті Panzer 38(t) брали участь до середини 1942 року, коли практично всі вони були втрачені або вийшли з ладу з технічних причин. Уцілілі машини німецьке командування використовувало як навчальні машини, а також для боротьби з партизанами. Частина машин (близько 40) була передана словацькій армії.

## Варіанти
- TNHP — початковий експортний варіант для Ірану, першого покупця (у 1935 році виготовлено 50 штук)
- LTP — експортний варіант для Перу
- LTH — експортний варіант для Швейцарії
- LT vz.38 — позначення в Чехословацькій армії (на озброєння не надійшов)
- Strv m/41 — вироблялися за ліцензією в Швеції
- Sav m/43 — штурмова гармата на базі LT vz.38, випускалася в Швеції
- PzKpfw 38 (t) A-D — танк виробництва Німеччини
- PzKpfw 38 (t) E-G — Panzer 38(t) зі збільшеною до 50 мм завтовшки фронтальною бронею
- PzKpfw 38 (t) Ausf S — збирався для Швеції, але був конфіскований Німеччиною
- Sd Kfz 138 Marder III  — САУ з відкритою ззаду рубкою на шасі танка Panzer 38(t) з 75-мм німецькою гарматою
- Sd Kfz 139 Marder III — САУ з відкритою ззаду рубкою на шасі танка Panzer 38(t) з 76,2-мм радянською гарматою
- Sd Kfz 138 / 1 Grille — САУ з 150-мм німецькою піхотною гарматою; також був розроблений варіант танка постачання для перевезення боєприпасів
- Sd Kfz 140 Flakpanzer 38 (t) — ЗСУ з 20-мм зенітною гарматою
- Sd Kfz 140 / 1 — розвідувальний танк
- Sd Kfz 141 / 1 — розвідувальний танк з 20-мм гарматою, взятою від бронемобіля Sd Kfz 222
- Jagdpanzer 38 (t) Hetzer — винищувач танків з 75-мм протитанковою гарматою L/48
- G-13 — швейцарське позначення Hetzer'ів, проданих Чехословаччиною Швейцарії після війни.

## Фотографії

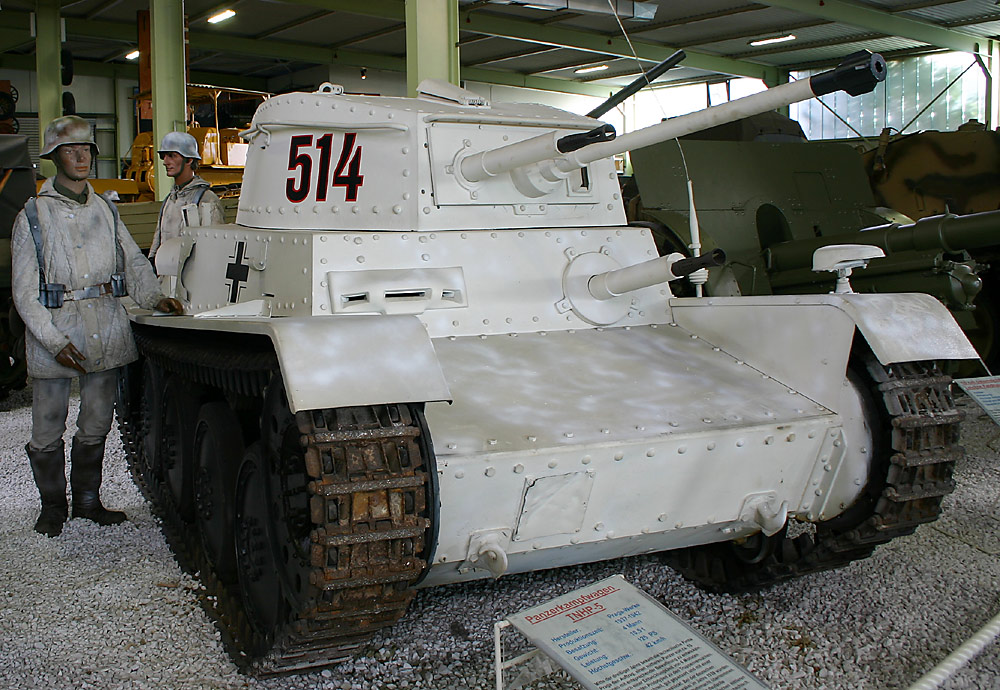
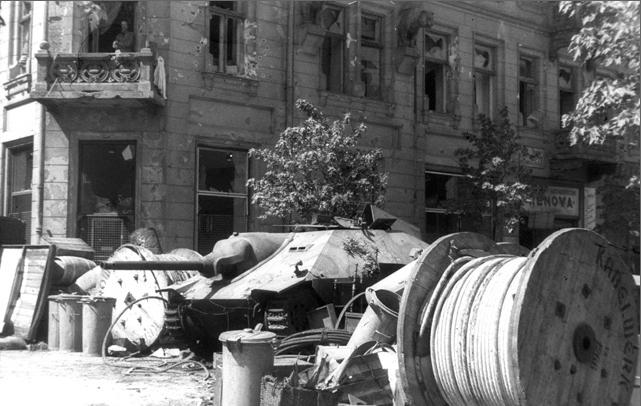
Винищувач танків Hetzer в барикаді на вулиці Варшави під час Варшавського повстання 1944р.